# ایزابلا (فیلم ۲۰۰۶)
«ایزابلا» (انگلیسی: Isabella (2006 film)) یک فیلم است که در سال ۲۰۰۶ منتشر شد.